# Fossá
La cascada de Fossá, Fossurin í Fossá en feroès, és la cascada més alta de les illes Fèroe i una de les atraccions turístiques més importants del nord de l'illa de Streymoy. "Fossá" en idioma feroès significa "riu amb cascades"; hi ha, de fet, diversos rierols a l'arxipèlag amb aquest nom.
La cascada es troba al sud del poble de Haldórsvík, al municipi de Sunda. Té 140 metres d'altura fins al mar i aboca l'aigua en dues caigudes. Les temporades segues la cascada només té uns metres d'amplada, però després de fortes pluges pot arribar a tenir fins a 30 metres d'amplada.
El riu que forma la cascada s'alimenta de varis rierols menors, i connecta amb el llac Vikarvatn a la part alta de la muntanya.
La carretera 594 hi passa just per sota i en travessa la part baixa amb un pont. La cascada de Fossá també es visible des de l'illa d'Eysturoy, situada a l'altre cantó de l'estret de Sundini.